# Waterford Football Club
Pour les articles homonymes, voir Blues (homonymie).
Maillots
Actualités
Dernière mise à jour : 10 mai 2025.
Waterford Football Club (en irlandais : Cumann Peile Phort Láirge), surnommé The Blues, est un club de football irlandais participant au championnat d'Irlande de football en Premier Division (D1). Le club est basé dans la ville de Waterford et a été créé en 1930 et a été choisi pour participer au championnat d’Irlande dès sa création. Historiquement, le club était à sa création basé dans le stade de Kilcohan Park avant de déménager et donc de jouer ses matchs à domicile dans le stade du Waterford Regional Sports Centre. Le club arbore le bleu et le blanc comme couleurs traditionnelles.

## Histoire

### Waterford AFC 1930-1982
La toute première participation de Waterford au championnat d’Irlande de football date de la saison 1930-1931, c'est-à-dire l’année de sa fondation sous le nom de Waterford Association Football Club. Waterford termine neuvième sur douze la première année puis grimpe jusqu’à la troisième place pour sa deuxième saison dans l’élite irlandaise avant de quitte le championnat pendant deux années. Le club réintègre l’épreuve pour la saison 1935-1936 en même temps que les Sligo Rovers. Pour son retour, Waterford  gagne la League of Ireland Shield ancêtre de la Coupe de la Ligue.
Waterford remporte la Coupe d'Irlande pour la toute première fois en 1937 en battant en finale le Saint James's Gate FC et réalise le doublé en coupe en gagnant aussi le Shield.
Lors de la saison 1937-1938 Waterford se classe deuxième du championnat et renouvelle ce beau résultat lors de la saison 1940-1941. Cette année-là Waterford et Cork United terminent le championnat à égalité de points. Cork United est déclaré vainqueur car son adversaire a déclaré forfait pour le match de play-off devant décider du vainqueur. Waterford ne s’est pas déplacé pour ce match à cause d’une dispute interne opposant la direction du club aux joueurs qui réclamaient leurs salaires.
Waterford termine une nouvelle fois deuxième du championnat en 1954-1955, cette fois derrière St. Patrick's Athletic FC, puis en 1962-1963.
Waterford remporte le championnat d’Irlande pour la première fois en 1965-1966 établissant cette année-là un record de 13 victoires consécutives en championnat. C’est le début d’une décennie glorieuse pour le club. L’année suivante, Waterford fait ses débuts en Coupe d’Europe des clubs champions et rencontre au premier tour le champion est-allemand Vorwärts Berlin. La confrontation se solde par deux déroutes, 6-1 au match aller joué à Dublin à Dalymount Park puis 6-0 à Berlin.
Le club gagne une nouvelle fois le Shield en 1968-1969. De 1968 à 1970, Waterford gagne trois championnats consécutifs. En 1971, Waterford ne peut conserver le titre (enlevé par Cork Hibernians) et termine néanmoins à une belle troisième place. Waterford prend sa revanche la saison suivante lors de la saison 1971-1972 et réalise le doublé en étant aussi champion d’Irlande en 1972-1973. En huit saisons, Waterford a réalisé l’exploit de gagner six championnats. La domination du club sur le championnat est quasi complète.
À part une Coupe de la Ligue gagnée en 1974, Waterford va traverser les années 1970 sans remporter le moindre trophée. Le club revient sur le devant de la scène irlandaise seulement en 1980 grâce à une victoire en Coupe d’Irlande. C’est le dernier trophée sous son appellation historique.

### Waterford United de 1982 à 2016
En 1982 le club change de dénomination pour Waterford United Football Club. Alfie hale est nommé entraineur. À partir de 1985, le championnat d’Irlande s’étoffe en accueillant six nouvelles équipes et en se dotant d’une deuxième division dénommée First Division. Waterford est directement qualifié pour la première division. Depuis cette date le club navigue régulièrement entre les deux niveaux et connait une histoire plutôt tumultueuse avec par exemple 24 entraineurs différentes en 25 ans. La première relégation a lieu en 1988-1989. Le passage en deuxième division est alors très bref puisque le club remonte immédiatement après en ayant gagné la First Division. Mais la remontée est elle aussi de courte durée car Waterford ne parvient pas à assurer son maintien dans l’élite. United ne revient en Premier Division qu’au terme de la saison 1991-1992. Là encore il ne peut se maintenir et redescend immédiatement. La relégation s’est décidée à la différence de but, cette de Waterford étant inférieure à celle de Drogheda United. Le chassé-croisé entre Premier et First Division continue ainsi jusqu’en 2006.

### Reprise du club
Après avoir souffert sur et en dehors du terrain pendant de nombreuses années, après quelques semaines de spéculation sur les réseaux sociaux, le club annonce officiellement la prise de contrôle de la part du Président du club anglais de Swindon Town l'Irlandais Lee Power. Cette reprise en main s'accompagne à la fois d'une réforme de la structure sportive, encadrement et joueurs, que d'un nouveau plan de promotion marketing. Celui-ci commence par un retour aux origines du club : Power abandonne le "United" et revient au Waterford Football Club des toutes premières années. Le logo est aussi renouvelé. Le 2 janvier 2017, Power annonce les premiers changements à la tête de l'équipe : Pat Fenlon devient le "Directeur du football" et Alan Reynolds est l'entraîneur en chef. L'équipe est renouvelée en profondeur et l'objectif à très court terme est la montée en Premier Division.
Le 4 juin 2021, Lee Power, aussi propriétaire du club anglais de Swindon Town, dernier du championnat, annonce la vente du club à une entreprise britannique R & S Holding Ltd dirigée par Richard Forrest. Celui-ci avait déjà pris possession de 30 % des parts du club plus tôt dans l'année.

## Bilan sportif

### Palmarès
- Championnat d'Irlande
  - Champion : 1966, 1968, 1969, 1970, 1972, 1973

- Coupe d'Irlande
  - Vainqueur : 1937, 1980
  - Finaliste : 1941, 1959, 1968, 1972, 1979, 1986, 2004

- Coupe de la League irlandaise
  - Vainqueur : 1985

- Top Four Cup
  - Finaliste : 1956

### Bilan européen
Note : dans les résultats ci-dessous, le score du club est toujours donné en premier.
| Saison    | Compétition               | Tour                | Club                  | Domicile | Extérieur | Total  |
| --------- | ------------------------- | ------------------- | --------------------- | -------- | --------- | ------ |
| 1966-1967 | Coupe des clubs champions | Tour préliminaire   | Vorwärts Berlin       | 1 - 6    | 0 - 6     | 1 - 12 |
| 1968-1969 | Coupe des clubs champions | Seizièmes de finale | Manchester United     | 1 - 3    | 1 - 7     | 2 - 10 |
| 1969-1970 | Coupe des clubs champions | Seizièmes de finale | Galatasaray SK        | 2 - 3    | 0 - 2     | 2 - 5  |
| 1970-1971 | Coupe des clubs champions | Seizièmes de finale | Glentoran FC          | 1 - 0    | 3 - 1     | 4 - 1  |
| 1970-1971 | Coupe des clubs champions | Huitièmes de finale | Celtic FC             | 0 - 7    | 2 - 3     | 2 - 10 |
| 1972-1973 | Coupe des clubs champions | Seizièmes de finale | Omonia Nicosie        | 0 - 2    | 2 - 1     | 2 - 3  |
| 1973-1974 | Coupe des clubs champions | Seizièmes de finale | Újpest FC             | 2 - 3    | 0 - 3     | 2 - 6  |
| 1979-1980 | Coupe des coupes          | Seizièmes de finale | IFK Göteborg          | 1 - 1    | 0 - 1     | 1 - 2  |
| 1980-1981 | Coupe des coupes          | Seizièmes de finale | Hibernians FC         | 4 - 0    | 0 - 1     | 4 - 1  |
| 1980-1981 | Coupe des coupes          | Huitièmes de finale | Dinamo Tbilissi       | 0 - 1    | 0 - 4     | 0 - 5  |
| 1986-1987 | Coupe des coupes          | Seizièmes de finale | Girondins de Bordeaux | 1 - 2    | 0 - 4     | 1 - 6  |

Légende
- Victoire ou qualification pour le tour suivant
- Match nul
- Défaite ou élimination de la compétition

## Liste des managers
| #  | Nom              | Période   |
| -- | ---------------- | --------- |
| 1  | Paddy Coad       | 1960–1963 |
| 2  | John Phelan      | 1963-1964 |
| 3  | Paddy Coad       | 1964-1967 |
| 4  | Martin Ferguson  | 1967-1968 |
| 5  | Vinny Maguire    | 1968-1969 |
| 6  | Alfie Hale       | 1969-1970 |
| 7  | Shay Brennan     | 1970-1974 |
| 8  | Jim Craig        | 1974-1975 |
| 9  | Peter Fitzgerald | 1975      |
| 10 | Paul O'Donavon   | 1975      |
| 11 | John McSeveney   | 1975-1977 |

| #  | Nom             | Période   |
| -- | --------------- | --------- |
| 12 | Colin Harper    | 1978      |
| 13 | Tommy Jackson   | 1978-1982 |
| 14 | Alfie Hale      | 1982-1988 |
| 15 | Peter Thomas    | 1988      |
| 16 | Andy King       | 1988-1989 |
| 17 | Derek Casey     | 1989      |
| 18 | Johnny Matthews | 1989-1990 |
| 19 | Shamie Coad     | 1990      |
| 20 | Alfie Hale      | 1991-1993 |
| 21 | Brendan Ormsby  | 1993-1994 |
| 22 | Johnny Matthews | 1994-1995 |

| #  | Nom              | Période   |
| -- | ---------------- | --------- |
| 23 | Michael Bennett  | 1995-1996 |
| 24 | Peter Fitzgerald | 1996      |
| 25 | Tommy Lynch      | 1996-1998 |
| 26 | Mike Flanagan    | 1998-2000 |
| 27 | Paul Power       | 2000-2002 |
| 28 | Jimmy McGeough   | 2002-2003 |
| 29 | Giles Cheevers   | 2003      |
| 30 | Alan Reynolds    | 2004-2005 |
| 31 | Brendan Rea      | 2005      |
| 32 | Mike Kerley      | 2005-2006 |
| 33 | Gareth Cronin    | 2006-2008 |

| #  | Nom               | Période   |
| -- | ----------------- | --------- |
| 34 | Stephen Henderson | 2008-2011 |
| 35 | Paul O'Brien      | 2011-2013 |
| 36 | Tommy Griffin     | 2014-2015 |
| 37 | Roddy Collins     | 2015-2016 |
| 38 | Pat Fenlon        | 2017-2018 |
| 39 | Alan Reynolds     | 2018-2020 |
| 40 | John Sheridan     | 2020-     |